# Otto Adam
Otto Adam   (Wiesbaden, 24 de novembre de 1909 - Ottweiler, 2 de desembre de 1977) va ser un tirador d'esgrima alemany que va competir a començaments del segle xx.
El 1936 va prendre part en els Jocs Olímpics de Berlín, on guanyà la medalla de bronze en la prova del floret per equips del programa d'esgrima.
Entre 1952 i 1974 fou president de la Federació d'Esgrima del Sarre i des de 1957 i fins a 1970 de la Federació Alemanya d'Esgrima.